# Ян Хендрік де Бур
Ян Хендрік де Бур (19 березня 1899 — 25 квітня 1971) — нідерландський фізик і хімік.
Де Бур народився в Рейнені, де Вольден, і помер у Гаазі. Він навчався в університеті Гронінгена, а потім працював у промисловості.
Разом з Антоном Едуардом ван Аркелем де Бур розробив реакцію хімічного транспорту титану, цирконію та гафнію, відому як кристалічний процес. У закритій посудині метал реагує з йодом при підвищеній температурі з утворенням йодиду. При температурі вольфрамової нитки 1700 °C відбувається зворотна реакція, і йод і метал вивільняються. Метал утворює тверде покриття на вольфрамовій нитці, і йод може реагувати з додатковим металом, що призводить до стабільного обороту.
M + 2I2 (>400 °C) → MI4
MI4 (1700 °C) → M + 2I2
У 1940 році Де Бур став членом Нідерландської королівської академії мистецтв і наук, а в 1947 році — іноземним членом.